# ソライアオ
ソライアオは、日本のロックバンド。所属事務所はojanari records。2008年11月に結成。2017年の小田原イズム2017をもって解散した。

## 概要
- ソライアオとは造語。空から降ってきた言葉。それ自体に意味は無い。2008年の結成以来、年間100本を超えるライブを行い、1stフルアルバムリリース時にUVERworldのボーカルTAKUYA∞が「音楽に対して真っ直ぐ過ぎる」とコメントを寄せるなどライブパフォーマンスには定評がある[1]。地元小田原で小田原イズムという音楽フェスを主催している。2017年、木部の体調不良のため解散[2]。

## メンバー
- 木部数也（きべ かずや）ボーカル
  - 神奈川県湯河原町出身。
  - LIVE HOUSE小田原姿麗人ではブッキングマネージャーを担当。
  - ほとんどの曲の作詞作曲を担当。他アーティストへの楽曲提供も行なっている。
  - 自身でジャケットやグッズ、webサイトのデザインまでを手がける。
  - sumikaでは結成よりサポートメンバーとしてライブに参加。

- 山田恵子（やまだ けいこ）ベース
- 林真輝（はやし まさき）ギター
- 鮎京春輝（あゆきょう はるき）キーボード
  - 解散後はキーボーディストとしてあいみょん/フレンズ/amazarashiなどのサポートメンバーとして活動。

- 萩谷昭洋（はぎや あきひろ）ドラム

## 略歴
2008年11月　ソライアオ結成。
2010年8月　1stミニアルバム「[a]nsamble」を発売。
2010年9月　RO69JACK10/11入賞。
2012年9月　同じ小田原市出身の藍坊主＜藍空音楽祭＞ツアーの全公演オープニングアクトに抜擢。
2013年9月　初の全国流通フルアルバム「[b]lust」を発売。
2014年11月　2ndミニアルバムス「[c]onceple」（全国流通盤）と『con[c]eple』（会場限定盤）を二ヶ月連続リリース。
2014年12月　初のワンマンライブを渋谷club asiaで開催。
2015年9月　主催イベントである小田原イズムを小田原アリーナに会場を移し、小田原市内最大級の音楽フェスとして初開催。
2016年6月　萩谷昭洋(Dr.)、鮎京春輝(Key.)の2人が加入し、プライベート事務所兼スタジオ「ojanari records」を設立。
2017年9月　木部の体調不良のため、小田原イズム2017をもって解散することを発表。

## ディスコグラフィ

### デモCD
- 「1st 」　（2009年2月1日）

1. アナザワールド
2. ハネノネ
3. キミイロ

- 「2nd」　（2009年4月12日）

1. ホロユラリ
2. インザレイン
3. アイソスマイル

- 「Last」　（2009年6月12日）

1. フルール
2. ロワーイエ